# Nikola Mladenovic
Nikola Mladenovic (* 16. Juni 1992 in Belgrad) ist ein deutscher Fußballspieler, der in der Saison 2013/14 beim SV Waldhof Mannheim unter Vertrag steht und im Mittelfeld spielt.

## Karriere
Mladenovic begann mit dem Fußballspielen beim SV Darmstadt 98, wohin er nach einem kurzen Gastspiel bei der U17 des 1. FSV Mainz 05 zurückkehrte.
Zur Saison 2011/12 wurde Mladenovic von der U19 der Lilien in den Kader der 1. Mannschaft hochgezogen, spielte zunächst aber dauerhaft für die U23 in der Verbandsliga Hessen Süd. Am 28. April 2012 wurde Mladenovic dann in der 3. Liga gegen den SV Werder Bremen II in der 72. Minute eingewechselt und gab damit sein Profidebüt.
In der Winterpause der Saison 2013/14 wechselte er zu Waldhof Mannheim.